# Viile Satu Mare
Viile Satu Mare là một xã thuộc hạt Satu Mare, România. Dân số thời điểm năm 2002 là 3257 người.